# Jeff Barry
Jeff Barry (* 3. April 1938 in New York City, New York; bürgerlich Joel Adelberg) ist ein US-amerikanischer Sänger, Komponist, Songwriter und Musikproduzent. Gemeinsam mit seiner Ehefrau Ellie Greenwich gehörte er in den 1960er Jahren zu den begehrten Songwriter-Teams, die im Brill Building arbeiteten und dort für andere Interpreten viele Bestseller kreierten.

## Karriere und Privates

### Beginn

Ricky Valance – Tell Laura I Love Her

Mit der von Jeff Barry allein komponierten und am 28. Januar 1960 von Sam Cooke aufgenommenen Ballade Teenage Sonata blieb Cooke zunächst im gewohnten mittleren Hitparadenniveau (US-Pop # 50, R&B # 22). Barrys nächste Komposition, zusammen mit Ben Raleigh verfasst und im Juni 1960 erschienen, schaffte es bis auf Rang 7, nämlich das zu den Todessongs gehörende Tell Laura I Love Her von Ray Peterson. Es erzählt die Geschichte eines Rennfahrers, dessen Gedanken an seine große Liebe ihn auch während eines Autorennens bis zu einem tödlichen Unfall verfolgen. Eine Coverversion des Songs von Ricky Valence erreichte im August 1960 Platz 1 der britischen Hitparade.
Gene McDaniels übernahm im Januar 1961 das von Jeff zusammen mit Artie Resnick geschriebene Chip Chip, das bis auf Rang Nr. 10 klettern konnte. Es folgte im September 1962, erneut mit Resnick, I Left My Heart in the Balcony für Linda Scott.
Als Barrys bis dahin beste Platzierung in der britischen Hitparade wurde im Februar 1962 für Helen Shapiro mit Tell Me What He Said notiert.

### Das Ehepaar als Komponisten-Team

The Crystals – Da doo ron ron

Im Jahre 1962 traf Jeff Barry auf seine spätere Ehefrau Ellie Greenwich und beide heirateten am 28. Oktober 1962. Um mit seiner Ehefrau auch als Autoren-Team zusammenarbeiten zu können, musste Barry zum Musikverlag „Trio Music Publishing“ (gehörte dem Autoren-Team Leiber/Stoller) wechseln, wo auch seine Frau angestellt war. Der erste gemeinsam verfasste Hit war im April 1963 Da do ron ron für The Crystals, der bis auf Platz 3 kam. Das Autoren-Paar wurde von diesem Zeitpunkt an zu einem der wichtigsten Autoren-Teams beim Phil-Spector-Label Philles Records. Dort wurden ihre Kompositionen in Spector’s aufwändige „Wall of Sound“-Produktionen verwandelt. So entstanden Millionenseller wie Then He Kissed Me (The Crystals, August 1963), Be My Baby (The Ronettes, August 1963) oder im September 1964 Leader of the Pack für die Shangri-Las, dem erfolgreichsten Hit (Nr. 1) des Plattenlabels. Insgesamt schrieb das Autoren-Paar 16 Songs für „Philles Records“. Darunter befand sich auch der zunächst in der Originalversion von Ike & Tina Turner in den USA untergegangene Klassiker River Deep – Mountain High (Mai 1966, Pop # 88), der in Großbritannien jedoch bis Platz 3 gekommen war und später von anderen Interpreten gecovert wurde.
Inzwischen hatte das Ehepaar unter dem Pseudonym „The Raindrops“ selbst die ersten gemeinsamen Kompositionen gesungen, nämlich What a guy (April 1963) und als übernächste Single Hanky Panky (B-Seite; November 1963). Letzterer Song (im Original kurz zuvor von „The Summits“ herausgebracht) handelte, oberflächlich betrachtet, von einem aufreizend vorgeführten Tanz namens „Hanky panky“, jedoch bedeutet dieser Endreim im Englischen sowohl „Doppelzüngigkeit“ als auch eine sexuelle Anspielung. Eine frühe Punk-Version des Songs von Tommy James & the Shondells erreichte im Juni 1966 die Nr. 1. Weitere erfolgreiche Songs entstanden mit Chapel of Love (Dixie Cups, Mai 1964) oder Do Wah Diddy Diddy (Manfred Mann, Juli 1964) für andere Labels. Letzterer wurde zur transatlantischen Nr. 1 und zum erfolgreichsten Song der britischen Gruppe überhaupt, allerdings handelte es sich um ein Cover des US-Quartetts Exciters, das damit im Januar 1964 keinen Erfolg gehabt hatte. Auch zahlreiche schlechter platzierte Kompositionen entstanden in dieser Phase.
Im Oktober 1965 wurde die Ehe zwischen Barry und Greenwich geschieden, beruflich arbeiteten sie jedoch weiterhin zusammen.

### Entdeckung von Neil Diamond
Das Ehepaar gilt als Entdecker von Neil Diamond, dessen Karriere als Songwriter Anfang 1966 im Brill Building stagnierte. Sie vermittelten ihn an Bert Berns, der gerade sein Plattenlabel „Bang Records“ gegründet hatte und Diamond dort einen Plattenvertrag anbot, den er auch schloss. So hatte Diamond die Gelegenheit, eine seiner ersten Kompositionen, die von den Monkees zum Superhit gemacht wurde, selbst zu singen: I’m a Believer kam auf Diamonds zweite selbstgesungene LP Just For You (Juli 1967), produziert von Barry-Greenwich. Seine erste LP The Feel of Neil Diamond (August 1966) wurde ebenfalls vom Autoren-Ehepaar produziert und beinhaltete Diamonds Version von Hanky Panky.

### Die 1970er Jahre und danach
Im Juli 1969 schuf Barry gemeinsam mit Andy Kim den Song Sugar, Sugar, der für die Trickfilm-Sessionmusiker The Archies zur transatlantischen Nr. 1 wurde und mit weltweit über 6 Millionen verkauften Platten zur Hymne der Bubblegum-Musikwelle avancierte. Barry schrieb für Bobby Bloom das mit karibischer Atmosphäre versehene Montego Bay (September 1970, US-8), zusammen mit Bloom Sänger entstand das gospelähnliche Lied Heavy Makes You Happy (Dezember 1970, R&B-6) für die Staple Singers. Die Kooperation von Barry mit Peter Allen ergab für Olivia Newton-John im August 1974 das romantische Lied I Honestly Love You, das es zum Tophitstatus brachte (2 Millionen Mal verkauft). Während jener Zeit schrieb Barry auch einige Country-Songs, so Out of Hand für Gary Stewart im November 1974, Saying Hello, Saying I Love You, Saying Goodbye im Dezember 1976 für Jim Ed Brown oder Lie to You for Your Love für die Bellamy Brothers im Oktober 1985 (allesamt in den Top 5 der C&W-Charts).
Ellie Greenwich wandte sich in den 1970er-Jahren dem Komponieren von Melodien für Werbespots zu und schrieb beispielsweise für Elkie Brooks Sunshine After the Rain (August 1977), während Jeff Barry sich nebenbei zu einem der gefragtesten Komponisten für Titelmelodien von Fernsehshows entwickelte.
Im Mai 1991 wurden beide in die Songwriters Hall of Fame aufgenommen.

## Hitstatistik
Broadcast Music Incorporated zufolge sind bei ihrer Gesellschaft insgesamt 703 Songs für Jeff Barry und 215 für Ellie Greenwich registriert. Ihre Songs haben sich weltweit rund 40 Millionen Mal verkauft. Beide erhielten zahlreiche Ehrungen, so Barry insgesamt 15 „BMI Awards“ für seine Kompositionen und 1988 den „BMI TV Award“ für die Musik zur TV-Serie Family Ties. Zusammen haben sie mit ihren Songs 25 Goldene oder Platin-Schallplatten eingespielt.
Der Rolling Stone listete Barry und Greenwich 2015 auf Rang 19 der 100 größten Songwriter aller Zeiten.